# Ясеновое (Донецкая область)
Ясеновое (укр. Ясенове) — село на Украине, находится в Покровском районе Донецкой области.
Код КОАТУУ — 1422786509. Население по переписи 2001 года составляет 324 человека. Почтовый индекс — 85373. Телефонный код — 623.

## История
17 января 2025 года в ходе боёв за Покровск село было занято Вооружёнными силами РФ. 

## Адрес местного совета
85373, Донецкая область, Покровский р-н, с. Срибное, ул. Дружбы, 82, тел. 5-31-2-42